# 奥克霍尔姆
奥克霍尔姆（德語：Ockholm）是德国石勒苏益格－荷尔斯泰因州的一个市镇。总面积18.64平方公里，总人口357人，其中男性190人，女性167人（2011年12月31日），人口密度19人/平方公里。